# Dendrophilie
Pour les articles homonymes, voir Dendrophilie (homonymie).

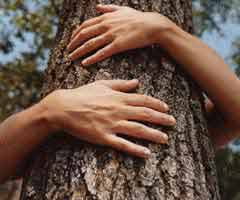
Mains entourant un arbre.

La dendrophilie (du grec ancien δένδρον, « arbre » et de φιλεῖν, « aimer ») est une paraphilie dans laquelle un individu est sexuellement attiré ou excité par les arbres. 
Cela peut inclure un contact sexuel et/ou une vénération en tant que symbole du phallus. 
Le terme peut également désigner un individu vivant dans les arbres pour plusieurs raisons significatives.[réf. nécessaire]
Un individu pratiquant la dendrophilie est appelé dendrophile.

## Dans la littérature
- Un cas de divorce, nouvelle.